# Leonor Onis
Leonor Onis (Buenos Aires, Argentina; 22 de febrero de 1938 - Ibídem, 16 de noviembre de 2013)  fue una bailarina y actriz de cine, teatro y televisión argentina.

## Carrera
Nacida bajo el nombre de Luz Leonor Onis el 22 de febrero de 1938 en la Ciudad de Buenos Aires, Argentina, desde muy chica se dedicó al modelaje y posteriormente a la actuación.
Fue una de las actrices más recordadas del elenco durante los varios ciclos del programa de Pepe Biondi, desde la mitad de los años 60’, donde fue su "partenaire". Se ha desempeñado también como protagonista en distintos programas cómicos, musicales y en teatro.
Entre sus actuaciones en la década de 1970 en cine se encuentran: El gordo de América (1975) donde compartió protagóico junto a Jorge Porcel, y Las turistas quieren guerra con dirección de Enrique Cahen Salaberry, protagonizado por Alberto Olmedo, Jorge Porcel, Javier Portales, Tincho Zabala, Adolfo García Grau y Betiana Blum.

## Filmografía
- 1977: Las turistas quieren guerra.
- 1975:  Mi novia el....
- 1976: El gordo de América.
- 1974: Los doctores las prefieren desnudas.

## Televisión
- 1964/1966: El soldado Balá.
- 1970/1973: Telecómicos.
- 1968/1970: Balabasadas.
- 1961/1968: Viendo a Biondi.